# シャザム (アニメ)
シャザム（The Kid Super Power Hour with Shazam!）は、アメリカ合衆国のテレビアニメ、フィルメーション制作。アメリカでは1981年9月12日から1982年9月11日までNBCで放送され、日本では1990年12月20日から1991年1月10日までNHK BS2の衛星アニメ劇場枠で30分番組として放送された。この作品は元々1時間番組で、実写パートの他に『ヒーロー・ハイ』というアニメも含まれている。ヒーロー・ハイは、第12話のクロスオーバー回で登場。

## キャラクター
キャプテン・マーベル/ビリー・バットソン
声 - バー・ミドルトン、堀秀行（日本語吹き替え版）
フレックス
声 - ?、冬馬由美（日本語吹き替え版）
メアリー・バットソン
声 - ドーン・ジェフォリー、深見梨加（日本語吹き替え版）
ジャマイ王女
声 - ?、小宮和枝（日本語吹き替え版）
タウニー
声 - アラン・オッペンハイマー、荒川太朗（日本語吹き替え版）
ナレーター
声 - ノーム・プレスコット、谷口節。
（日本語吹き替え版）

## 各話リスト
| #  | 邦題                       | 原題                             | 米国放送日     | 日本放送日      |
| -- | -------------------------- | -------------------------------- | -------------- | --------------- |
| 1  | 動物園の紳士録             | Who's Who at the Zoo             | 1981年 9月12日 | 1990年 12月20日 |
| 2  | 沈む街                     | The Incredible Sinking City      | 9月19日        | 12月21日        |
| 3  | 上等な地下室               | Best Seller                      | 9月26日        | 12月22日        |
| 4  | 601便が行方不明だ          | Flight 601 Has Vanished          | 10月3日        | 12月24日        |
| 5  | ブラックアダム帰る         | Black Adam's Return              | 10月10日       | 12月25日        |
| 6  | 一家の危機                 | A Menacing Family Affair         | 10月17日       | 12月26日        |
| 7  | アンクル・ダドレーの結婚式 | Uncle Dudley's Wedding Day       | 10月24日       | 12月27日        |
| 8  | 小さなおまけ               | A Little Something Extra         | 10月31日       | 12月28日        |
| 9  | 空港強盗                   | The Airport Caper                | 11月7日        | 1991年 1月7日   |
| 10 | 破壊者ミスター・アトム     | Mister Atom, the Smasher         | 11月14日       | 1月8日          |
| 11 | サーカスの罠               | The Circus Plot                  | 11月21日       | 1月9日          |
| 12 | 星の支配者と太陽の鏡       | Star Master and the Solar Mirror | 11月28日       | 1月10日         |